# Pamela David

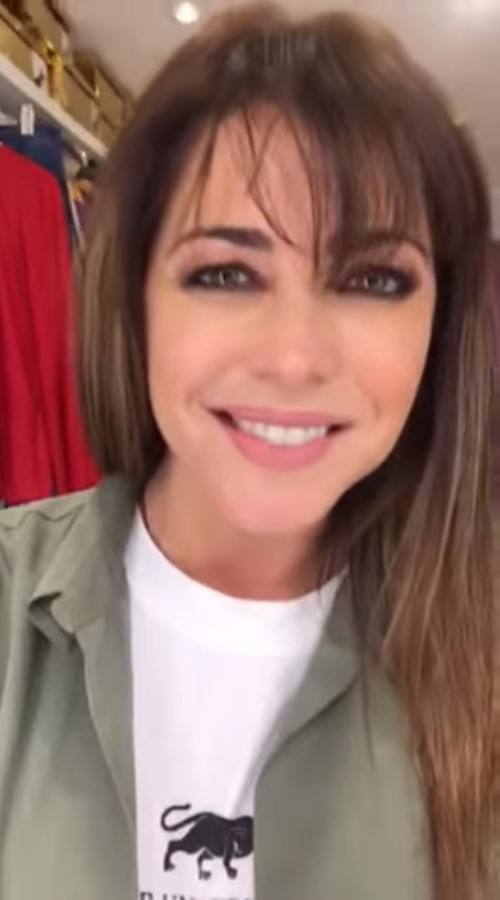
Pamela David, 2018

Pamela David (eigentlich Pamela Carolina David Gutiérrez; * 6. Oktober 1978 in Córdoba) ist eine argentinische Schönheitskönigin, Schauspielerin, Moderatorin und Fotomodell.

## Leben
Sie ist die Tochter des DyD-Besitzers und Produzenten Alberto David.
Nachdem ihre Familie nach Santiago del Estero gezogen war, nahm David an mehreren Schönheitswettbewerben teil und gewann erste Titel. Im Jahre 1998 ging David nach Buenos Aires, wo sie Betriebswirtschaft studierte. Sie brach das Studium ohne Abschluss ab und wandte sich wieder ihrer Modelkarriere zu. Am 27. Januar 2008 brachte David ihren Sohn Felipe zur Welt. Vater ist der argentinische Profibasketballer Bruno Lábaque, von dem sich David nach der Geburt trennte. Derzeit lebt sie mit Daniel Vila zusammen.

## Karriere
Pamela David trat 2001 in der zweiten Staffel der Reality-Show Ricardo Piñeiro Modeling Agency (The Tavern) auf. Durch diesen Auftritt kam sie als Cover-Girl in den argentinischen Playboy. In der Folge zierte sie auch das Cover der spanischen Zeitschrift Interviú. 2005 spielte David in zwei Folgen der Serie Noche de Juegos (Nacht der Spiele) und eine Folge in De Pe a Pa. In der Serie Fuera de Foco (Außerhalb des Brennpunkts) trat sie als Moderatorin auf.
David synchronisierte die lateinamerikanischen Sprachversion für den Pamela Anderson nachempfundenen Charakter Erotica Jones alias Stripperella in der gleichnamigen Serie. Außerdem spielte sie 2005 in der argentinischen Fernsehserie Doble Vida (Doppeltes Leben). David ist auch für ihre Verkörperung der Wonder Woman in einer populären Werbung für die mexikanische Ladenkette El Palacio de Hierro bekannt.

## Filmografie (Auswahl)
- 2005: Doble Vida (Fernsehserie, eine Folge)
- 2006: Bañeros 3: Todopoderosos